# That's My Boy
That's My Boy (em Portugal, Eles no Colégio) é um filme de comédia de 1951 dirigido por Hal Walker e protagonizado pela dupla Martin e Lewis.

## Produção
As gravações foram de Dezembro de 1950 até Janeiro de 1951 e foram feitas no Occidental College em Los Angeles. É o primeiro filme em que a dupla Martin e Lewis interpretam "verdadeiros" papéis, ou seja, personagens mais complexos em comparação dos que eles faziam em suas apresentações em nightclubs.

## Sinopse
Junior Jackson (Jerry Lewis) é um tímido jovem e filho único de Jack "Terremoto" Jackson (Eddie Mayehoff), uma lenda do futebol americano. Por Junior ser tímido, seu pai carrega um grande medo de seu filho não seguir os seu passos, ou seja, ser um grande jogador no futuro como ele.
Sendo assim, Jack chega a contratar Bill Baker (Dean Martin), um grande jogador, com o objetivo de treinar Junior e fazer com que ele deixe essa timidez de lado.
Como Junior além de ser tímido, também é atrapalhado, a missão de Bill vai ser um pouco difícil de ser completada mas independentemente de pagamento, nada vai lhe impedir de se tornar um grande amigo de Junior e acabar lhe ajudando a superar todas as suas limitações para ser um grande jogador.

## Elenco
- Dean Martin: Bill Baker
- Jerry Lewis: Junior Jackson
- Ruth Hussey: Ann Jackson
- Eddie Mayehoff: Jack "Terremoto" Jackson
- Marion Marshall: Terry Howard
- Polly Bergen: Betty Hunter
- Hugh Sanders: Técnico Wheeler
- John McIntire: Benjamin Green
- Francis Pierlot: Henry Baker
- Lillian Randolph: May
- Selmer Jackson: Dr Hunter